# 梅本哲也
梅本 哲也（うめもと てつや、1953年 - ）は、日本の政治学者（安全保障論）。学位は、Ph.D.（プリンストン大学・1985年）。静岡県立大学名誉教授。
財団法人日本国際問題研究所研究員、東京大学教養学部助手、静岡県立大学国際関係学部教授などを歴任した。

## 概要
専門は国際政治学であり、特に核兵器問題を中心とする安全保障論を研究している。東京大学や静岡県立大学にて教鞭を執った。

## 来歴

### 生い立ち
1953年（昭和28年）、岡山県にて生まれた。国が設置・運営する東京大学に進学し、教養学部にて学んだ。1977年（昭和52年）3月、東京大学を卒業した。東京大学大学院に進学し、社会学研究科の国際関係論専攻にて学んだ。東京大学の大学院における修士課程を修了し、博士課程の途中でプリンストン大学の大学院に留学する。1985年（昭和60年）10月、プリンストン大学の大学院における博士課程を修了した。それに伴い、Ph.D.の学位を取得した。

### 政治学者として
日本国際問題研究所研究員などを経て、1987年（昭和62年）4月、母校である東京大学に採用され、教養学部の助手として着任する。1989年（平成元年）4月、静岡県により設置・運営される静岡県立大学に採用され、国際関係学部の助教授として着任した。1995年（平成7年）6月、静岡県立大学の国際関係学部にて教授に昇任した。なお、静岡県立大学の大学院においては、国際関係学研究科の教授を兼務した。2019年（平成31年）3月31日、静岡県立大学の教授を退任した。同年、静岡県立大学より名誉教授の称号が授与された。なお、静岡県立大学退職後の2020年（令和2年）2月3日になって「梅本哲也名誉教授最終講義」と銘打ったイベントが開催された。

## 研究
2010年（平成22年）12月4日、第22回国際安全保障学会最優秀出版奨励賞を受賞した。同賞は「佐伯喜一賞」とも通称され、国際安全保障学会より授与された。2018年（平成30年）11月18日、第4回猪木正道賞を受賞した。同賞は特定非営利活動法人である「日本防衛学会猪木正道賞基金」により授与された。

## 略歴
- 1953年 - 岡山県にて誕生[1]。
- 1977年 - 東京大学教養学部卒業[2]。
- 1985年 - プリンストン大学大学院博士課程修了[2]。
- 1987年 - 東京大学教養学部助手[2]。
- 1989年 - 静岡県立大学国際関係学部助教授[2]。
- 1995年 - 静岡県立大学国際関係学部教授[2]。
- 2019年 - 静岡県立大学名誉教授[2]。

## 賞歴
- 2010年 - 国際安全保障学会最優秀出版奨励賞。
- 2018年 - 猪木正道賞[4]。

## 著書

### 単著
- 『核兵器と国際政治 1945-1995』（日本国際問題研究所, 1996年）
- 『アメリカの世界戦略と国際秩序』（ミネルヴァ書房, 2010年）
- 『米中戦略関係』（千倉書房, 2018年）

### 共編著
- （草野厚）『現代日本外交の分析』（東京大学出版会, 1995年）
- （納家政嗣）『大量破壊兵器不拡散の国際政治学』（有信堂高文社, 2000年）
- （近藤重克）『ブッシュ政権の国防政策』（日本国際問題研究所, 2002年）

## 論文

### 雑誌論文
- 「米国の戦略論議における『戦略的安定』」『新防衛論集』17巻3号（1989年）
- 「戦略兵器削減交渉と米国の戦力態勢」『外交時報』1261号（1989年）
- 「米国の大戦略と核戦略」『外交時報』1272号（1990年）
- 「『拡大抑止』と在欧戦域核」『外交時報』1283号（1991年）
- 「『冷戦後』米国の核政策」『新防衛論集』20巻1号（1992年）
- 「冷戦と核兵器」『国際政治』100号（1992年）
- 「安全保障環境の変容と対米同盟の再定義」『国際問題』401号（1993年）
- 「『先導』『用心』『拡散防止』『拡散対抗』――米国核政策の諸動向」『国際問題』426号（1995年）
- 「核兵器全廃論の浮上とその課題」『国際政治』117号（1998年）
- 「核威嚇による化学・生物兵器の使用抑止――米国の政策と議論」『海外事情』第47巻11号（1999年）
- 「米本土ミサイル防衛の現状と展望」『国際問題』491号（2001年）
- 「大量破壊兵器の拡散と不拡散――概観」『新防衛論集』28巻4号（2001年）
- 「核不拡散体制の現状と展望――『核の取引』は維持されるか」『国際問題』529号（2004年）
- 「在外米軍の再編――米軍『変革』の文脈で」『国際安全保障』33巻3号（2005年）
- 「オバマ政権の始動と米国の外交・安全保障政策」『国際安全保障』37巻1号（2009年）

### 単行本所収論文
- 「防衛政策の変化と継続性」渡辺昭夫編『戦後日本の対外政策』（有斐閣, 1985年）
- 「アメリカ合衆国議会と対日講和」渡辺昭夫・宮里政玄編『サンフランシスコ講和』（東京大学出版会, 1986年）
- 「米国核戦略の変遷と『戦略的安定性』」佐藤誠三郎編『東西関係の戦略論的分析』（日本国際問題研究所, 1990年）
- 「『柔軟反応』戦略と在欧戦域核」上野明・鈴木啓介編『ボーダーレス時代の国際関係』（北樹出版, 1991年）
- 「大戦略と核政策」佐藤誠三郎編『新戦略の模索――冷戦後のアメリカ』（日本国際問題研究所, 1994年）
- 「本土ミサイル防衛の展開」森本敏編『ミサイル防衛――新しい国際安全保障の構図』（日本国際問題研究所, 2002年）
- 「大量破壊兵器, RMA, 国際秩序」藤原帰一・李鍾元・古城佳子・石田淳編『国際政治講座(4)国際秩序の変動』（東京大学出版会, 2004年）
- 「軍備管理に関する米国外交の"変調"」山本吉宣編『アジア太平洋の安全保障とアメリカ』（彩流社, 2005年）
- 「民主党の外交・安全保障政策――対外政策『革新』への『抵抗』とその限界」久保文明編『米国民主党――2008年政権奪回への課題』（日本国際問題研究所, 2005年）
- 「民主党穏健派の対外政策」久保文明偏『アメリカ外交の諸潮流――リベラルから保守まで』（日本国際問題研究所, 2007年）
- 「核抑止と日本の核政策」森本敏監修『岐路に立つ日本の安全――安全保障・危機管理政策の実際と展望』（北星堂書店, 2008年）